# オーストラリアンフットボール

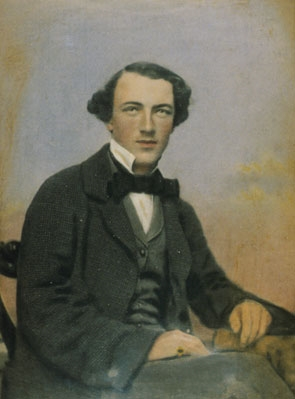
トム・ウィルス

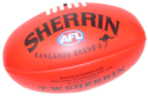
ボール。ラグビーボールのように楕円形だが、一回り小さい。

オーストラリアンフットボール（英語: Australian Football）は、楕円球形のボールを用いて1チーム18人の2チーム間で行われるフットボールである。
日本でオーストラリアンフットボールを統括する一般社団法人日本オーストラリアンフットボール協会によると、オーストラリアで最も人気のあるスポーツの一つであり、オーストラリアではフッティー(Footy)、オージールールズ(Aussie Rules)とも呼称される。また、日本ではオージーボールとも呼ばれる。
インターナショナルルールで、GAAのアイルランド代表チームとの国際親善試合が実施されている。競技は冬にクリケット競技場（楕円形のため、オーヴァルと呼ばれる）で行われる。

## 概要
1858年にメルボルンでトム・ウィルスによって始められた。
オーストラリア国内ではラグビーリーグ、クリケットと並ぶ人気スポーツで、オーストラリアの主要な冬のスポーツである。特にオーストラリア南部や西部で盛んで、シドニーやブリスベンにもプロチームがある。

## ルール

オーストラリアンフットボールの運動場

- 競技は楕円形のクリケット競技場に4本の柱を立てて、1チーム18人・交替要員4人で行う。交替は試合中いつでもできる。
- 試合は、1クォーター20分・4クォーター制の合計80分間で行われ、2クォーター終了後にハーフタイムとなる。
- プレイヤーはボールを蹴るか、ハンドボール（一方の手に持ったボールを、拳を丸めたもう一方の手で打つ。）をして進める。ラグビーのように投げるのは反則。また、ボールを持って15メートル以上進む際、フィールドにボールをつけるかバウンドさせなければならない。
- 一方が蹴り上げ、15メートル以上飛んだボールをもう一方がノーバウンドで捕球する「マーク」は、その時点からのフリーキックか、攻撃続行かを選べる。
- 真中の柱（ゴールポスト）、2本の間にボールを蹴り込むと6点（「ゴール」。ラグビーや フットボールと違い横棒はない）。ただし、キック以外の方法だと1点。キックでゴールラインを越えても、他のプレーヤーに当たっていたら1点。キックかどうかに関わらず、端の柱（ビハインドポスト）と真ん中の柱の間に通した場合、または真ん中の柱自体にボールを当てた場合は1点（「ビハインド」）、端の柱にあたった場合はボールがフィールド外に出たと見なされる。オウンゴールは、相手チームに1点が与えられるが、ゴールポストの間に蹴り込んだとしても6失点にならないため、相手チームによる「ゴール」の危険性が高いとき、敢えてオウンゴールをすることがある。ゴールポストに柱の近くにはレフェリーが待機しており、ゴールが決まると、レフェリーは真中の二本の間に立ち、両手の人差し指を体の前に向けて出すことで、正式に得点が記録される。端の一本と真中の一本の間に通すなどして1点のみの得点になる場合は、片方の人差し指のみを体の前に向けて出す。その後、レフェリーは旗を振ってもう一方のゴールに居るレフェリーに得点を知らせ、互いに現在の得点を確認する。
- キックオフ時、及びゴールが決まった場合は、グラウンド中央でレフェリーがボールを地面に叩き付け、フライボールとなったところをどちらかのチームの選手が捕球してゲームが開始される。またボールがグラウンドの外に出た場合は、その場所でレフェリーがグラウンドに背を向ける体制を取ってから、ボールをグラウンド内に放り投げる事で試合再開される。
- ラグビー同様、タックルが可能だが、膝下、または肩上へのタックルは反則とされる[3]。
- 正式な試合では、選手への処分の裁定は試合中でなく、後日の裁定委員会で行われる。

## インターナショナルカップ
オーストラリアンフットボールの世界大会で、3年に1回オーストラリア・メルボルンで開催される。